# Họ Lâm oanh
Họ Lâm oanh hay họ Chích thật sự hoặc họ Chích Cựu thế giới, (danh pháp khoa học: Sylviidae) là một họ chứa các loài chim nhỏ thuộc bộ Sẻ; các tên gọi chung và mang tính khoa học như chích Sylviid hay chích thật sự có thể là phù hợp hơn. Họ Sylviidae chủ yếu sinh sống tại khu vực châu Âu, châu Á và ở một phạm vi hẹp hơn tại châu Phi. Tuy nhiên, phần lớn các loài ở khu vực ôn đới là chim di cư theo mùa, với mùa đông chúng bay về phương nam tới châu Phi hay vùng nhiệt đới châu Á. Phần lớn các loài nói chung có bề ngoài khó phân biệt, mặc dù một số loài châu Á có thể là đậm màu rõ nét. Chim cả hai giới thông thường khá đồng nhất, nhưng cũng có thể khá khác biệt, chẳng hạn trong chi Sylvia. Nhiều loài là những dạng chim biết hót hay, nhưng có lẽ không hoàn hảo như nhiều loài chim dạng chích khác hay một số loài chim dạng hoét.
Các loài chích Tân thế giới (họ Parulidae), chích ô liu (họ Peucedramidae) và chích Stenostirid hay "sẻ ngô đớp ruồi" (họ Stenostiridae) không có quan hệ họ hàng gần với chích Sylviid. Các loài chích Australasia (họ Acanthizidae), ngoài việc cùng nằm trong phân bộ Passeri, là hoàn toàn không có quan hệ họ hàng gì.

## Lịch sử và hệ thống học
Trong nửa cuối thế kỷ 20, họ Sylviidae đã hợp nhất gần 300 loài chim nhỏ ăn sâu bọ trong gần 50 chi. Sau đó họ Đớp ruồi (Muscicapidae) đã được tách ra. Phần còn lại của họ trong phần lớn thời gian tồn tại tên gọi này đã phục vụ như là một đơn vị phân loại thùng rác sau chót trong lịch sử ngành điểu học. Vào đầu thế kỷ 20, gần như mọi loại "chim biết hót" và ăn côn trùng sinh sống ở Cựu thế giới mà giới khoa học đã biết đều có thời điểm được đặt tại họ này và phần lớn vẫn còn tiếp tục được làm như vậy.
Chỉ sau giữa thế kỷ 20 thì việc tách bóc họ "liên-Muscicapidae" mới bắt đầu một cách nghiêm túc. Tuy nhiên, phần còn lại của họ Sylvidae vẫn là một họ khổng lồ, với rất ít các kiểu mẫu quan hệ rõ ràng được công nhận. Mặc dù không đa dạng như họ Timaliidae định nghĩa khi đó (họ Khướu, một "đơn vị phân loại thùng rác" khác chứa nhiều dạng giống như hoét), ranh giới giữa họ "liên-Muscicapidae" trước đây còn mờ mịt hơn. Họ chủ yếu là các dạng "chích" phương nam Cisticolidae theo truyền thống cũng gộp trong họ Sylviidae. Tước mào (kinglet), một chi nhỏ (họ đơn loài Regulidae), cũng thường xuyên đặt trong họ này. Hiệp hội các nhà điểu học Hoa Kỳ gộp đớp muỗi, như là phân họ Polioptilinae, trong họ Sylviidae.
Sibley & Ahlquist (1990) hợp nhất "chích Cựu thế giới" với chim dạng khướu/họa mi và các đơn vị phân loại khác trong siêu họ Sylvioidea theo kết quả từ các nghiên cứu lai ghép DNA-DNA. Điều này chứng minh rằng họ Muscicapidae như định nghĩa ban đầu là một đơn vị phân loại hình thức trong đó tập hợp hoàn toàn chỉ là các dạng chim biết hót nhưng không có quan hệ họ hàng gì. Kết quả là tính đơn ngành của từng dòng dõi "chim biết hót" riêng rẽ ngày càng bị nghi vấn.
Gần đây, phân tích các dữ liệu chuỗi DNA đã cung cấp thông tin về siêu họ Sylvioidea. Thông thường, phạm vi của các nhánh đã bị đánh giá cực kỳ không đúng mức và chỉ 1 hay 2 mẫu vật được thử nghiệm cho mỗi "họ" giả định. Các nhóm nhỏ và ít hiểu rõ như khướu mỏ dẹt đã hoàn toàn bị loại bỏ ra ngoài (chẳng hạn như trong thực nghiệm của Ericson & Johansson 2003, Barker và ctv. 2004). Những điều này chỉ có thể khẳng định rằng họ Cisticolidae quả thực là khác biệt và gợi ý rằng chào mào (Pycnonotidae) dường như là nhóm họ hàng gần gũi nhất của nhóm chứa các họ Sylviidae, Timaliidae, Cisticolidae và Zosteropidae.
Năm 2003, nghiên cứu về các mối quan hệ của họ Timaliidae sử dụng các dữ liệu mtDNA cytochrome b và 12S/16S rRNA chỉ ra rằng họ Sylviidae và Timaliidae không là đơn ngành một cách tương hỗ đối với nhau. Ngoài ra, chi Sylvia, chi điển hình của họ Sylvidae, hóa ra là gần gũi với các đơn vị phân loại như họa mi mắt vàng (Chrysomma sinense) (theo truyền thống được coi là chim dạng khướu/họa mi không điển hình) và wrentit (Chamaea fasciata), một loài kỳ bí nói chung được coi là loài chim dạng khướu/họa mi duy nhất ở châu Mỹ. Khướu mỏ dẹt, được coi là họ Paradoxornithidae (một cách thô thiển là "các loài chim gây bối rối") với sự sáp nhập không rõ ràng cũng là một phần của cái dường như là một nhánh khá đặc biệt.
Cibois gợi ý rằng ICZN nên bỏ họ Sylviidae đi một cách chính thức trong vai trò của một đơn vị phân loại và chi Sylvia nên hợp nhất vào họ Timaliidae, nhưng các nghi ngờ vẫn tồn tại. Rõ ràng rằng việc mở rộng hoàn toàn của các nhóm liên quan cần phải có sự nghiên cứu một khoảng rộng hơn các đơn vị phân loại. Điều này được Beresford và ctv. (2005) cùng Alström và ctv. (2006) tiến hành. Họ xác định rằng họ Sylviidae như định nghĩa vào cuối thế kỷ 20 đã hợp nhất ít nhất là 4, nhưng có lẽ là nhiều tới 7 dòng dõi khác biệt. Các tác giả đã đề xuất việc tạo ra một vài họ mới (Phylloscopidae, Cettiidae, Acrocephalidae, Megaluridae) để phản ánh tốt hơn lịch sử tiến hóa của nhóm Sylvioidea.
Họ Sylviidae, đến lượt mình, nhận thêm vài đơn vị phân loại từ các họ khác. Tuy nhiên, họ đơn ngành nghĩa hẹp hiện nay đã suy giảm gần 80%, chỉ chứa 55 loài trong ít nhất 10 chi. Một điều hoàn toàn có thể là với các nghiên cứu tiếp theo, các đơn vị phân loại khác hiện vẫn còn trạng thái không chắc chắn (incertae sedis) trong số các đơn vị phân loại trước đây của nó, ngày nay thuộc các họ Timaliidae, Cisticolinae, hay thậm chí cả họ Muscicapidae cũng sẽ được chuyển vào nhóm này.
|  | Paradoxornithidae – Khướu mỏ dẹt (38 loài) |
|  |                                            |
|  | Sylviidae – Chích Cựu thế giới (32 loài)   |
|  |                                            |

|  | Pellorneidae – Chuối tiêu (68 loài)                                                 |
|  |                                                                                     |
|  | \| \| Alcippeidae (10 loài) \| \| \| \| \| \| Leiothrichidae (133 loài) \| \| \| \| |
|  |                                                                                     |
|  | Alcippeidae (10 loài)                                                               |
|  |                                                                                     |
|  | Leiothrichidae (133 loài)                                                           |
|  |                                                                                     |

|  | Alcippeidae (10 loài)     |
|  |                           |
|  | Leiothrichidae (133 loài) |
|  |                           |

|  | Pellorneidae – Chuối tiêu (68 loài)                                                 |
|  |                                                                                     |
|  | \| \| Alcippeidae (10 loài) \| \| \| \| \| \| Leiothrichidae (133 loài) \| \| \| \| |
|  |                                                                                     |
|  | Alcippeidae (10 loài)                                                               |
|  |                                                                                     |
|  | Leiothrichidae (133 loài)                                                           |
|  |                                                                                     |

|  | Alcippeidae (10 loài)     |
|  |                           |
|  | Leiothrichidae (133 loài) |
|  |                           |

|  | Pellorneidae – Chuối tiêu (68 loài)                                                 |
|  |                                                                                     |
|  | \| \| Alcippeidae (10 loài) \| \| \| \| \| \| Leiothrichidae (133 loài) \| \| \| \| |
|  |                                                                                     |
|  | Alcippeidae (10 loài)                                                               |
|  |                                                                                     |
|  | Leiothrichidae (133 loài)                                                           |
|  |                                                                                     |

|  | Alcippeidae (10 loài)     |
|  |                           |
|  | Leiothrichidae (133 loài) |
|  |                           |

|  | Pellorneidae – Chuối tiêu (68 loài)                                                 |
|  |                                                                                     |
|  | \| \| Alcippeidae (10 loài) \| \| \| \| \| \| Leiothrichidae (133 loài) \| \| \| \| |
|  |                                                                                     |
|  | Alcippeidae (10 loài)                                                               |
|  |                                                                                     |
|  | Leiothrichidae (133 loài)                                                           |
|  |                                                                                     |

|  | Alcippeidae (10 loài)     |
|  |                           |
|  | Leiothrichidae (133 loài) |
|  |                           |

|  | Paradoxornithidae – Khướu mỏ dẹt (38 loài) |
|  |                                            |
|  | Sylviidae – Chích Cựu thế giới (32 loài)   |
|  |                                            |

|  | Pellorneidae – Chuối tiêu (68 loài)                                                 |
|  |                                                                                     |
|  | \| \| Alcippeidae (10 loài) \| \| \| \| \| \| Leiothrichidae (133 loài) \| \| \| \| |
|  |                                                                                     |
|  | Alcippeidae (10 loài)                                                               |
|  |                                                                                     |
|  | Leiothrichidae (133 loài)                                                           |
|  |                                                                                     |

|  | Alcippeidae (10 loài)     |
|  |                           |
|  | Leiothrichidae (133 loài) |
|  |                           |

|  | Pellorneidae – Chuối tiêu (68 loài)                                                 |
|  |                                                                                     |
|  | \| \| Alcippeidae (10 loài) \| \| \| \| \| \| Leiothrichidae (133 loài) \| \| \| \| |
|  |                                                                                     |
|  | Alcippeidae (10 loài)                                                               |
|  |                                                                                     |
|  | Leiothrichidae (133 loài)                                                           |
|  |                                                                                     |

|  | Alcippeidae (10 loài)     |
|  |                           |
|  | Leiothrichidae (133 loài) |
|  |                           |

|  | Pellorneidae – Chuối tiêu (68 loài)                                                 |
|  |                                                                                     |
|  | \| \| Alcippeidae (10 loài) \| \| \| \| \| \| Leiothrichidae (133 loài) \| \| \| \| |
|  |                                                                                     |
|  | Alcippeidae (10 loài)                                                               |
|  |                                                                                     |
|  | Leiothrichidae (133 loài)                                                           |
|  |                                                                                     |

|  | Alcippeidae (10 loài)     |
|  |                           |
|  | Leiothrichidae (133 loài) |
|  |                           |

|  | Pellorneidae – Chuối tiêu (68 loài)                                                 |
|  |                                                                                     |
|  | \| \| Alcippeidae (10 loài) \| \| \| \| \| \| Leiothrichidae (133 loài) \| \| \| \| |
|  |                                                                                     |
|  | Alcippeidae (10 loài)                                                               |
|  |                                                                                     |
|  | Leiothrichidae (133 loài)                                                           |
|  |                                                                                     |

|  | Alcippeidae (10 loài)     |
|  |                           |
|  | Leiothrichidae (133 loài) |
|  |                           |

|  | Paradoxornithidae – Khướu mỏ dẹt (38 loài) |
|  |                                            |
|  | Sylviidae – Chích Cựu thế giới (32 loài)   |
|  |                                            |

|  | Pellorneidae – Chuối tiêu (68 loài)                                                 |
|  |                                                                                     |
|  | \| \| Alcippeidae (10 loài) \| \| \| \| \| \| Leiothrichidae (133 loài) \| \| \| \| |
|  |                                                                                     |
|  | Alcippeidae (10 loài)                                                               |
|  |                                                                                     |
|  | Leiothrichidae (133 loài)                                                           |
|  |                                                                                     |

|  | Alcippeidae (10 loài)     |
|  |                           |
|  | Leiothrichidae (133 loài) |
|  |                           |

|  | Pellorneidae – Chuối tiêu (68 loài)                                                 |
|  |                                                                                     |
|  | \| \| Alcippeidae (10 loài) \| \| \| \| \| \| Leiothrichidae (133 loài) \| \| \| \| |
|  |                                                                                     |
|  | Alcippeidae (10 loài)                                                               |
|  |                                                                                     |
|  | Leiothrichidae (133 loài)                                                           |
|  |                                                                                     |

|  | Alcippeidae (10 loài)     |
|  |                           |
|  | Leiothrichidae (133 loài) |
|  |                           |

|  | Pellorneidae – Chuối tiêu (68 loài)                                                 |
|  |                                                                                     |
|  | \| \| Alcippeidae (10 loài) \| \| \| \| \| \| Leiothrichidae (133 loài) \| \| \| \| |
|  |                                                                                     |
|  | Alcippeidae (10 loài)                                                               |
|  |                                                                                     |
|  | Leiothrichidae (133 loài)                                                           |
|  |                                                                                     |

|  | Alcippeidae (10 loài)     |
|  |                           |
|  | Leiothrichidae (133 loài) |
|  |                           |

|  | Pellorneidae – Chuối tiêu (68 loài)                                                 |
|  |                                                                                     |
|  | \| \| Alcippeidae (10 loài) \| \| \| \| \| \| Leiothrichidae (133 loài) \| \| \| \| |
|  |                                                                                     |
|  | Alcippeidae (10 loài)                                                               |
|  |                                                                                     |
|  | Leiothrichidae (133 loài)                                                           |
|  |                                                                                     |

|  | Alcippeidae (10 loài)     |
|  |                           |
|  | Leiothrichidae (133 loài) |
|  |                           |

|  | Paradoxornithidae – Khướu mỏ dẹt (38 loài) |
|  |                                            |
|  | Sylviidae – Chích Cựu thế giới (32 loài)   |
|  |                                            |

|  | Pellorneidae – Chuối tiêu (68 loài)                                                 |
|  |                                                                                     |
|  | \| \| Alcippeidae (10 loài) \| \| \| \| \| \| Leiothrichidae (133 loài) \| \| \| \| |
|  |                                                                                     |
|  | Alcippeidae (10 loài)                                                               |
|  |                                                                                     |
|  | Leiothrichidae (133 loài)                                                           |
|  |                                                                                     |

|  | Alcippeidae (10 loài)     |
|  |                           |
|  | Leiothrichidae (133 loài) |
|  |                           |

|  | Pellorneidae – Chuối tiêu (68 loài)                                                 |
|  |                                                                                     |
|  | \| \| Alcippeidae (10 loài) \| \| \| \| \| \| Leiothrichidae (133 loài) \| \| \| \| |
|  |                                                                                     |
|  | Alcippeidae (10 loài)                                                               |
|  |                                                                                     |
|  | Leiothrichidae (133 loài)                                                           |
|  |                                                                                     |

|  | Alcippeidae (10 loài)     |
|  |                           |
|  | Leiothrichidae (133 loài) |
|  |                           |

|  | Pellorneidae – Chuối tiêu (68 loài)                                                 |
|  |                                                                                     |
|  | \| \| Alcippeidae (10 loài) \| \| \| \| \| \| Leiothrichidae (133 loài) \| \| \| \| |
|  |                                                                                     |
|  | Alcippeidae (10 loài)                                                               |
|  |                                                                                     |
|  | Leiothrichidae (133 loài)                                                           |
|  |                                                                                     |

|  | Alcippeidae (10 loài)     |
|  |                           |
|  | Leiothrichidae (133 loài) |
|  |                           |

|  | Pellorneidae – Chuối tiêu (68 loài)                                                 |
|  |                                                                                     |
|  | \| \| Alcippeidae (10 loài) \| \| \| \| \| \| Leiothrichidae (133 loài) \| \| \| \| |
|  |                                                                                     |
|  | Alcippeidae (10 loài)                                                               |
|  |                                                                                     |
|  | Leiothrichidae (133 loài)                                                           |
|  |                                                                                     |

|  | Alcippeidae (10 loài)     |
|  |                           |
|  | Leiothrichidae (133 loài) |
|  |                           |

|  | Paradoxornithidae – Khướu mỏ dẹt (38 loài) |
|  |                                            |
|  | Sylviidae – Chích Cựu thế giới (32 loài)   |
|  |                                            |

|  | Pellorneidae – Chuối tiêu (68 loài)                                                 |
|  |                                                                                     |
|  | \| \| Alcippeidae (10 loài) \| \| \| \| \| \| Leiothrichidae (133 loài) \| \| \| \| |
|  |                                                                                     |
|  | Alcippeidae (10 loài)                                                               |
|  |                                                                                     |
|  | Leiothrichidae (133 loài)                                                           |
|  |                                                                                     |

|  | Alcippeidae (10 loài)     |
|  |                           |
|  | Leiothrichidae (133 loài) |
|  |                           |

|  | Pellorneidae – Chuối tiêu (68 loài)                                                 |
|  |                                                                                     |
|  | \| \| Alcippeidae (10 loài) \| \| \| \| \| \| Leiothrichidae (133 loài) \| \| \| \| |
|  |                                                                                     |
|  | Alcippeidae (10 loài)                                                               |
|  |                                                                                     |
|  | Leiothrichidae (133 loài)                                                           |
|  |                                                                                     |

|  | Alcippeidae (10 loài)     |
|  |                           |
|  | Leiothrichidae (133 loài) |
|  |                           |

|  | Pellorneidae – Chuối tiêu (68 loài)                                                 |
|  |                                                                                     |
|  | \| \| Alcippeidae (10 loài) \| \| \| \| \| \| Leiothrichidae (133 loài) \| \| \| \| |
|  |                                                                                     |
|  | Alcippeidae (10 loài)                                                               |
|  |                                                                                     |
|  | Leiothrichidae (133 loài)                                                           |
|  |                                                                                     |

|  | Alcippeidae (10 loài)     |
|  |                           |
|  | Leiothrichidae (133 loài) |
|  |                           |

|  | Pellorneidae – Chuối tiêu (68 loài)                                                 |
|  |                                                                                     |
|  | \| \| Alcippeidae (10 loài) \| \| \| \| \| \| Leiothrichidae (133 loài) \| \| \| \| |
|  |                                                                                     |
|  | Alcippeidae (10 loài)                                                               |
|  |                                                                                     |
|  | Leiothrichidae (133 loài)                                                           |
|  |                                                                                     |

|  | Alcippeidae (10 loài)     |
|  |                           |
|  | Leiothrichidae (133 loài) |
|  |                           |

|  | Paradoxornithidae – Khướu mỏ dẹt (38 loài) |
|  |                                            |
|  | Sylviidae – Chích Cựu thế giới (32 loài)   |
|  |                                            |

|  | Pellorneidae – Chuối tiêu (68 loài)                                                 |
|  |                                                                                     |
|  | \| \| Alcippeidae (10 loài) \| \| \| \| \| \| Leiothrichidae (133 loài) \| \| \| \| |
|  |                                                                                     |
|  | Alcippeidae (10 loài)                                                               |
|  |                                                                                     |
|  | Leiothrichidae (133 loài)                                                           |
|  |                                                                                     |

|  | Alcippeidae (10 loài)     |
|  |                           |
|  | Leiothrichidae (133 loài) |
|  |                           |

|  | Pellorneidae – Chuối tiêu (68 loài)                                                 |
|  |                                                                                     |
|  | \| \| Alcippeidae (10 loài) \| \| \| \| \| \| Leiothrichidae (133 loài) \| \| \| \| |
|  |                                                                                     |
|  | Alcippeidae (10 loài)                                                               |
|  |                                                                                     |
|  | Leiothrichidae (133 loài)                                                           |
|  |                                                                                     |

|  | Alcippeidae (10 loài)     |
|  |                           |
|  | Leiothrichidae (133 loài) |
|  |                           |

|  | Pellorneidae – Chuối tiêu (68 loài)                                                 |
|  |                                                                                     |
|  | \| \| Alcippeidae (10 loài) \| \| \| \| \| \| Leiothrichidae (133 loài) \| \| \| \| |
|  |                                                                                     |
|  | Alcippeidae (10 loài)                                                               |
|  |                                                                                     |
|  | Leiothrichidae (133 loài)                                                           |
|  |                                                                                     |

|  | Alcippeidae (10 loài)     |
|  |                           |
|  | Leiothrichidae (133 loài) |
|  |                           |

|  | Pellorneidae – Chuối tiêu (68 loài)                                                 |
|  |                                                                                     |
|  | \| \| Alcippeidae (10 loài) \| \| \| \| \| \| Leiothrichidae (133 loài) \| \| \| \| |
|  |                                                                                     |
|  | Alcippeidae (10 loài)                                                               |
|  |                                                                                     |
|  | Leiothrichidae (133 loài)                                                           |
|  |                                                                                     |

|  | Alcippeidae (10 loài)     |
|  |                           |
|  | Leiothrichidae (133 loài) |
|  |                           |

|  | Paradoxornithidae – Khướu mỏ dẹt (38 loài) |
|  |                                            |
|  | Sylviidae – Chích Cựu thế giới (32 loài)   |
|  |                                            |

|  | Pellorneidae – Chuối tiêu (68 loài)                                                 |
|  |                                                                                     |
|  | \| \| Alcippeidae (10 loài) \| \| \| \| \| \| Leiothrichidae (133 loài) \| \| \| \| |
|  |                                                                                     |
|  | Alcippeidae (10 loài)                                                               |
|  |                                                                                     |
|  | Leiothrichidae (133 loài)                                                           |
|  |                                                                                     |

|  | Alcippeidae (10 loài)     |
|  |                           |
|  | Leiothrichidae (133 loài) |
|  |                           |

|  | Pellorneidae – Chuối tiêu (68 loài)                                                 |
|  |                                                                                     |
|  | \| \| Alcippeidae (10 loài) \| \| \| \| \| \| Leiothrichidae (133 loài) \| \| \| \| |
|  |                                                                                     |
|  | Alcippeidae (10 loài)                                                               |
|  |                                                                                     |
|  | Leiothrichidae (133 loài)                                                           |
|  |                                                                                     |

|  | Alcippeidae (10 loài)     |
|  |                           |
|  | Leiothrichidae (133 loài) |
|  |                           |

|  | Pellorneidae – Chuối tiêu (68 loài)                                                 |
|  |                                                                                     |
|  | \| \| Alcippeidae (10 loài) \| \| \| \| \| \| Leiothrichidae (133 loài) \| \| \| \| |
|  |                                                                                     |
|  | Alcippeidae (10 loài)                                                               |
|  |                                                                                     |
|  | Leiothrichidae (133 loài)                                                           |
|  |                                                                                     |

|  | Alcippeidae (10 loài)     |
|  |                           |
|  | Leiothrichidae (133 loài) |
|  |                           |

|  | Pellorneidae – Chuối tiêu (68 loài)                                                 |
|  |                                                                                     |
|  | \| \| Alcippeidae (10 loài) \| \| \| \| \| \| Leiothrichidae (133 loài) \| \| \| \| |
|  |                                                                                     |
|  | Alcippeidae (10 loài)                                                               |
|  |                                                                                     |
|  | Leiothrichidae (133 loài)                                                           |
|  |                                                                                     |

|  | Alcippeidae (10 loài)     |
|  |                           |
|  | Leiothrichidae (133 loài) |
|  |                           |

|  | Paradoxornithidae – Khướu mỏ dẹt (38 loài) |
|  |                                            |
|  | Sylviidae – Chích Cựu thế giới (32 loài)   |
|  |                                            |

|  | Pellorneidae – Chuối tiêu (68 loài)                                                 |
|  |                                                                                     |
|  | \| \| Alcippeidae (10 loài) \| \| \| \| \| \| Leiothrichidae (133 loài) \| \| \| \| |
|  |                                                                                     |
|  | Alcippeidae (10 loài)                                                               |
|  |                                                                                     |
|  | Leiothrichidae (133 loài)                                                           |
|  |                                                                                     |

|  | Alcippeidae (10 loài)     |
|  |                           |
|  | Leiothrichidae (133 loài) |
|  |                           |

|  | Pellorneidae – Chuối tiêu (68 loài)                                                 |
|  |                                                                                     |
|  | \| \| Alcippeidae (10 loài) \| \| \| \| \| \| Leiothrichidae (133 loài) \| \| \| \| |
|  |                                                                                     |
|  | Alcippeidae (10 loài)                                                               |
|  |                                                                                     |
|  | Leiothrichidae (133 loài)                                                           |
|  |                                                                                     |

|  | Alcippeidae (10 loài)     |
|  |                           |
|  | Leiothrichidae (133 loài) |
|  |                           |

|  | Pellorneidae – Chuối tiêu (68 loài)                                                 |
|  |                                                                                     |
|  | \| \| Alcippeidae (10 loài) \| \| \| \| \| \| Leiothrichidae (133 loài) \| \| \| \| |
|  |                                                                                     |
|  | Alcippeidae (10 loài)                                                               |
|  |                                                                                     |
|  | Leiothrichidae (133 loài)                                                           |
|  |                                                                                     |

|  | Alcippeidae (10 loài)     |
|  |                           |
|  | Leiothrichidae (133 loài) |
|  |                           |

|  | Pellorneidae – Chuối tiêu (68 loài)                                                 |
|  |                                                                                     |
|  | \| \| Alcippeidae (10 loài) \| \| \| \| \| \| Leiothrichidae (133 loài) \| \| \| \| |
|  |                                                                                     |
|  | Alcippeidae (10 loài)                                                               |
|  |                                                                                     |
|  | Leiothrichidae (133 loài)                                                           |
|  |                                                                                     |

|  | Alcippeidae (10 loài)     |
|  |                           |
|  | Leiothrichidae (133 loài) |
|  |                           |

|  | Paradoxornithidae – Khướu mỏ dẹt (38 loài) |
|  |                                            |
|  | Sylviidae – Chích Cựu thế giới (32 loài)   |
|  |                                            |

|  | Pellorneidae – Chuối tiêu (68 loài)                                                 |
|  |                                                                                     |
|  | \| \| Alcippeidae (10 loài) \| \| \| \| \| \| Leiothrichidae (133 loài) \| \| \| \| |
|  |                                                                                     |
|  | Alcippeidae (10 loài)                                                               |
|  |                                                                                     |
|  | Leiothrichidae (133 loài)                                                           |
|  |                                                                                     |

|  | Alcippeidae (10 loài)     |
|  |                           |
|  | Leiothrichidae (133 loài) |
|  |                           |

|  | Pellorneidae – Chuối tiêu (68 loài)                                                 |
|  |                                                                                     |
|  | \| \| Alcippeidae (10 loài) \| \| \| \| \| \| Leiothrichidae (133 loài) \| \| \| \| |
|  |                                                                                     |
|  | Alcippeidae (10 loài)                                                               |
|  |                                                                                     |
|  | Leiothrichidae (133 loài)                                                           |
|  |                                                                                     |

|  | Alcippeidae (10 loài)     |
|  |                           |
|  | Leiothrichidae (133 loài) |
|  |                           |

|  | Pellorneidae – Chuối tiêu (68 loài)                                                 |
|  |                                                                                     |
|  | \| \| Alcippeidae (10 loài) \| \| \| \| \| \| Leiothrichidae (133 loài) \| \| \| \| |
|  |                                                                                     |
|  | Alcippeidae (10 loài)                                                               |
|  |                                                                                     |
|  | Leiothrichidae (133 loài)                                                           |
|  |                                                                                     |

|  | Alcippeidae (10 loài)     |
|  |                           |
|  | Leiothrichidae (133 loài) |
|  |                           |

|  | Pellorneidae – Chuối tiêu (68 loài)                                                 |
|  |                                                                                     |
|  | \| \| Alcippeidae (10 loài) \| \| \| \| \| \| Leiothrichidae (133 loài) \| \| \| \| |
|  |                                                                                     |
|  | Alcippeidae (10 loài)                                                               |
|  |                                                                                     |
|  | Leiothrichidae (133 loài)                                                           |
|  |                                                                                     |

|  | Alcippeidae (10 loài)     |
|  |                           |
|  | Leiothrichidae (133 loài) |
|  |                           |

|  | Paradoxornithidae – Khướu mỏ dẹt (38 loài) |
|  |                                            |
|  | Sylviidae – Chích Cựu thế giới (32 loài)   |
|  |                                            |

|  | Pellorneidae – Chuối tiêu (68 loài)                                                 |
|  |                                                                                     |
|  | \| \| Alcippeidae (10 loài) \| \| \| \| \| \| Leiothrichidae (133 loài) \| \| \| \| |
|  |                                                                                     |
|  | Alcippeidae (10 loài)                                                               |
|  |                                                                                     |
|  | Leiothrichidae (133 loài)                                                           |
|  |                                                                                     |

|  | Alcippeidae (10 loài)     |
|  |                           |
|  | Leiothrichidae (133 loài) |
|  |                           |

|  | Pellorneidae – Chuối tiêu (68 loài)                                                 |
|  |                                                                                     |
|  | \| \| Alcippeidae (10 loài) \| \| \| \| \| \| Leiothrichidae (133 loài) \| \| \| \| |
|  |                                                                                     |
|  | Alcippeidae (10 loài)                                                               |
|  |                                                                                     |
|  | Leiothrichidae (133 loài)                                                           |
|  |                                                                                     |

|  | Alcippeidae (10 loài)     |
|  |                           |
|  | Leiothrichidae (133 loài) |
|  |                           |

|  | Pellorneidae – Chuối tiêu (68 loài)                                                 |
|  |                                                                                     |
|  | \| \| Alcippeidae (10 loài) \| \| \| \| \| \| Leiothrichidae (133 loài) \| \| \| \| |
|  |                                                                                     |
|  | Alcippeidae (10 loài)                                                               |
|  |                                                                                     |
|  | Leiothrichidae (133 loài)                                                           |
|  |                                                                                     |

|  | Alcippeidae (10 loài)     |
|  |                           |
|  | Leiothrichidae (133 loài) |
|  |                           |

|  | Pellorneidae – Chuối tiêu (68 loài)                                                 |
|  |                                                                                     |
|  | \| \| Alcippeidae (10 loài) \| \| \| \| \| \| Leiothrichidae (133 loài) \| \| \| \| |
|  |                                                                                     |
|  | Alcippeidae (10 loài)                                                               |
|  |                                                                                     |
|  | Leiothrichidae (133 loài)                                                           |
|  |                                                                                     |

|  | Alcippeidae (10 loài)     |
|  |                           |
|  | Leiothrichidae (133 loài) |
|  |                           |

|  | Paradoxornithidae – Khướu mỏ dẹt (38 loài) |
|  |                                            |
|  | Sylviidae – Chích Cựu thế giới (32 loài)   |
|  |                                            |

|  | Pellorneidae – Chuối tiêu (68 loài)                                                 |
|  |                                                                                     |
|  | \| \| Alcippeidae (10 loài) \| \| \| \| \| \| Leiothrichidae (133 loài) \| \| \| \| |
|  |                                                                                     |
|  | Alcippeidae (10 loài)                                                               |
|  |                                                                                     |
|  | Leiothrichidae (133 loài)                                                           |
|  |                                                                                     |

|  | Alcippeidae (10 loài)     |
|  |                           |
|  | Leiothrichidae (133 loài) |
|  |                           |

|  | Pellorneidae – Chuối tiêu (68 loài)                                                 |
|  |                                                                                     |
|  | \| \| Alcippeidae (10 loài) \| \| \| \| \| \| Leiothrichidae (133 loài) \| \| \| \| |
|  |                                                                                     |
|  | Alcippeidae (10 loài)                                                               |
|  |                                                                                     |
|  | Leiothrichidae (133 loài)                                                           |
|  |                                                                                     |

|  | Alcippeidae (10 loài)     |
|  |                           |
|  | Leiothrichidae (133 loài) |
|  |                           |

|  | Pellorneidae – Chuối tiêu (68 loài)                                                 |
|  |                                                                                     |
|  | \| \| Alcippeidae (10 loài) \| \| \| \| \| \| Leiothrichidae (133 loài) \| \| \| \| |
|  |                                                                                     |
|  | Alcippeidae (10 loài)                                                               |
|  |                                                                                     |
|  | Leiothrichidae (133 loài)                                                           |
|  |                                                                                     |

|  | Alcippeidae (10 loài)     |
|  |                           |
|  | Leiothrichidae (133 loài) |
|  |                           |

|  | Pellorneidae – Chuối tiêu (68 loài)                                                 |
|  |                                                                                     |
|  | \| \| Alcippeidae (10 loài) \| \| \| \| \| \| Leiothrichidae (133 loài) \| \| \| \| |
|  |                                                                                     |
|  | Alcippeidae (10 loài)                                                               |
|  |                                                                                     |
|  | Leiothrichidae (133 loài)                                                           |
|  |                                                                                     |

|  | Alcippeidae (10 loài)     |
|  |                           |
|  | Leiothrichidae (133 loài) |
|  |                           |

|  | Paradoxornithidae – Khướu mỏ dẹt (38 loài) |
|  |                                            |
|  | Sylviidae – Chích Cựu thế giới (32 loài)   |
|  |                                            |

|  | Pellorneidae – Chuối tiêu (68 loài)                                                 |
|  |                                                                                     |
|  | \| \| Alcippeidae (10 loài) \| \| \| \| \| \| Leiothrichidae (133 loài) \| \| \| \| |
|  |                                                                                     |
|  | Alcippeidae (10 loài)                                                               |
|  |                                                                                     |
|  | Leiothrichidae (133 loài)                                                           |
|  |                                                                                     |

|  | Alcippeidae (10 loài)     |
|  |                           |
|  | Leiothrichidae (133 loài) |
|  |                           |

|  | Pellorneidae – Chuối tiêu (68 loài)                                                 |
|  |                                                                                     |
|  | \| \| Alcippeidae (10 loài) \| \| \| \| \| \| Leiothrichidae (133 loài) \| \| \| \| |
|  |                                                                                     |
|  | Alcippeidae (10 loài)                                                               |
|  |                                                                                     |
|  | Leiothrichidae (133 loài)                                                           |
|  |                                                                                     |

|  | Alcippeidae (10 loài)     |
|  |                           |
|  | Leiothrichidae (133 loài) |
|  |                           |

|  | Pellorneidae – Chuối tiêu (68 loài)                                                 |
|  |                                                                                     |
|  | \| \| Alcippeidae (10 loài) \| \| \| \| \| \| Leiothrichidae (133 loài) \| \| \| \| |
|  |                                                                                     |
|  | Alcippeidae (10 loài)                                                               |
|  |                                                                                     |
|  | Leiothrichidae (133 loài)                                                           |
|  |                                                                                     |

|  | Alcippeidae (10 loài)     |
|  |                           |
|  | Leiothrichidae (133 loài) |
|  |                           |

|  | Pellorneidae – Chuối tiêu (68 loài)                                                 |
|  |                                                                                     |
|  | \| \| Alcippeidae (10 loài) \| \| \| \| \| \| Leiothrichidae (133 loài) \| \| \| \| |
|  |                                                                                     |
|  | Alcippeidae (10 loài)                                                               |
|  |                                                                                     |
|  | Leiothrichidae (133 loài)                                                           |
|  |                                                                                     |

|  | Alcippeidae (10 loài)     |
|  |                           |
|  | Leiothrichidae (133 loài) |
|  |                           |

|  | Paradoxornithidae – Khướu mỏ dẹt (38 loài) |
|  |                                            |
|  | Sylviidae – Chích Cựu thế giới (32 loài)   |
|  |                                            |

|  | Pellorneidae – Chuối tiêu (68 loài)                                                 |
|  |                                                                                     |
|  | \| \| Alcippeidae (10 loài) \| \| \| \| \| \| Leiothrichidae (133 loài) \| \| \| \| |
|  |                                                                                     |
|  | Alcippeidae (10 loài)                                                               |
|  |                                                                                     |
|  | Leiothrichidae (133 loài)                                                           |
|  |                                                                                     |

|  | Alcippeidae (10 loài)     |
|  |                           |
|  | Leiothrichidae (133 loài) |
|  |                           |

|  | Pellorneidae – Chuối tiêu (68 loài)                                                 |
|  |                                                                                     |
|  | \| \| Alcippeidae (10 loài) \| \| \| \| \| \| Leiothrichidae (133 loài) \| \| \| \| |
|  |                                                                                     |
|  | Alcippeidae (10 loài)                                                               |
|  |                                                                                     |
|  | Leiothrichidae (133 loài)                                                           |
|  |                                                                                     |

|  | Alcippeidae (10 loài)     |
|  |                           |
|  | Leiothrichidae (133 loài) |
|  |                           |

|  | Pellorneidae – Chuối tiêu (68 loài)                                                 |
|  |                                                                                     |
|  | \| \| Alcippeidae (10 loài) \| \| \| \| \| \| Leiothrichidae (133 loài) \| \| \| \| |
|  |                                                                                     |
|  | Alcippeidae (10 loài)                                                               |
|  |                                                                                     |
|  | Leiothrichidae (133 loài)                                                           |
|  |                                                                                     |

|  | Alcippeidae (10 loài)     |
|  |                           |
|  | Leiothrichidae (133 loài) |
|  |                           |

|  | Pellorneidae – Chuối tiêu (68 loài)                                                 |
|  |                                                                                     |
|  | \| \| Alcippeidae (10 loài) \| \| \| \| \| \| Leiothrichidae (133 loài) \| \| \| \| |
|  |                                                                                     |
|  | Alcippeidae (10 loài)                                                               |
|  |                                                                                     |
|  | Leiothrichidae (133 loài)                                                           |
|  |                                                                                     |

|  | Alcippeidae (10 loài)     |
|  |                           |
|  | Leiothrichidae (133 loài) |
|  |                           |

|  | Paradoxornithidae – Khướu mỏ dẹt (38 loài) |
|  |                                            |
|  | Sylviidae – Chích Cựu thế giới (32 loài)   |
|  |                                            |

|  | Pellorneidae – Chuối tiêu (68 loài)                                                 |
|  |                                                                                     |
|  | \| \| Alcippeidae (10 loài) \| \| \| \| \| \| Leiothrichidae (133 loài) \| \| \| \| |
|  |                                                                                     |
|  | Alcippeidae (10 loài)                                                               |
|  |                                                                                     |
|  | Leiothrichidae (133 loài)                                                           |
|  |                                                                                     |

|  | Alcippeidae (10 loài)     |
|  |                           |
|  | Leiothrichidae (133 loài) |
|  |                           |

|  | Pellorneidae – Chuối tiêu (68 loài)                                                 |
|  |                                                                                     |
|  | \| \| Alcippeidae (10 loài) \| \| \| \| \| \| Leiothrichidae (133 loài) \| \| \| \| |
|  |                                                                                     |
|  | Alcippeidae (10 loài)                                                               |
|  |                                                                                     |
|  | Leiothrichidae (133 loài)                                                           |
|  |                                                                                     |

|  | Alcippeidae (10 loài)     |
|  |                           |
|  | Leiothrichidae (133 loài) |
|  |                           |

|  | Pellorneidae – Chuối tiêu (68 loài)                                                 |
|  |                                                                                     |
|  | \| \| Alcippeidae (10 loài) \| \| \| \| \| \| Leiothrichidae (133 loài) \| \| \| \| |
|  |                                                                                     |
|  | Alcippeidae (10 loài)                                                               |
|  |                                                                                     |
|  | Leiothrichidae (133 loài)                                                           |
|  |                                                                                     |

|  | Alcippeidae (10 loài)     |
|  |                           |
|  | Leiothrichidae (133 loài) |
|  |                           |

|  | Pellorneidae – Chuối tiêu (68 loài)                                                 |
|  |                                                                                     |
|  | \| \| Alcippeidae (10 loài) \| \| \| \| \| \| Leiothrichidae (133 loài) \| \| \| \| |
|  |                                                                                     |
|  | Alcippeidae (10 loài)                                                               |
|  |                                                                                     |
|  | Leiothrichidae (133 loài)                                                           |
|  |                                                                                     |

|  | Alcippeidae (10 loài)     |
|  |                           |
|  | Leiothrichidae (133 loài) |
|  |                           |

|  | Paradoxornithidae – Khướu mỏ dẹt (38 loài) |
|  |                                            |
|  | Sylviidae – Chích Cựu thế giới (32 loài)   |
|  |                                            |

|  | Pellorneidae – Chuối tiêu (68 loài)                                                 |
|  |                                                                                     |
|  | \| \| Alcippeidae (10 loài) \| \| \| \| \| \| Leiothrichidae (133 loài) \| \| \| \| |
|  |                                                                                     |
|  | Alcippeidae (10 loài)                                                               |
|  |                                                                                     |
|  | Leiothrichidae (133 loài)                                                           |
|  |                                                                                     |

|  | Alcippeidae (10 loài)     |
|  |                           |
|  | Leiothrichidae (133 loài) |
|  |                           |

|  | Pellorneidae – Chuối tiêu (68 loài)                                                 |
|  |                                                                                     |
|  | \| \| Alcippeidae (10 loài) \| \| \| \| \| \| Leiothrichidae (133 loài) \| \| \| \| |
|  |                                                                                     |
|  | Alcippeidae (10 loài)                                                               |
|  |                                                                                     |
|  | Leiothrichidae (133 loài)                                                           |
|  |                                                                                     |

|  | Alcippeidae (10 loài)     |
|  |                           |
|  | Leiothrichidae (133 loài) |
|  |                           |

|  | Pellorneidae – Chuối tiêu (68 loài)                                                 |
|  |                                                                                     |
|  | \| \| Alcippeidae (10 loài) \| \| \| \| \| \| Leiothrichidae (133 loài) \| \| \| \| |
|  |                                                                                     |
|  | Alcippeidae (10 loài)                                                               |
|  |                                                                                     |
|  | Leiothrichidae (133 loài)                                                           |
|  |                                                                                     |

|  | Alcippeidae (10 loài)     |
|  |                           |
|  | Leiothrichidae (133 loài) |
|  |                           |

|  | Pellorneidae – Chuối tiêu (68 loài)                                                 |
|  |                                                                                     |
|  | \| \| Alcippeidae (10 loài) \| \| \| \| \| \| Leiothrichidae (133 loài) \| \| \| \| |
|  |                                                                                     |
|  | Alcippeidae (10 loài)                                                               |
|  |                                                                                     |
|  | Leiothrichidae (133 loài)                                                           |
|  |                                                                                     |

|  | Alcippeidae (10 loài)     |
|  |                           |
|  | Leiothrichidae (133 loài) |
|  |                           |

|  | Paradoxornithidae – Khướu mỏ dẹt (38 loài) |
|  |                                            |
|  | Sylviidae – Chích Cựu thế giới (32 loài)   |
|  |                                            |

|  | Pellorneidae – Chuối tiêu (68 loài)                                                 |
|  |                                                                                     |
|  | \| \| Alcippeidae (10 loài) \| \| \| \| \| \| Leiothrichidae (133 loài) \| \| \| \| |
|  |                                                                                     |
|  | Alcippeidae (10 loài)                                                               |
|  |                                                                                     |
|  | Leiothrichidae (133 loài)                                                           |
|  |                                                                                     |

|  | Alcippeidae (10 loài)     |
|  |                           |
|  | Leiothrichidae (133 loài) |
|  |                           |

|  | Pellorneidae – Chuối tiêu (68 loài)                                                 |
|  |                                                                                     |
|  | \| \| Alcippeidae (10 loài) \| \| \| \| \| \| Leiothrichidae (133 loài) \| \| \| \| |
|  |                                                                                     |
|  | Alcippeidae (10 loài)                                                               |
|  |                                                                                     |
|  | Leiothrichidae (133 loài)                                                           |
|  |                                                                                     |

|  | Alcippeidae (10 loài)     |
|  |                           |
|  | Leiothrichidae (133 loài) |
|  |                           |

|  | Pellorneidae – Chuối tiêu (68 loài)                                                 |
|  |                                                                                     |
|  | \| \| Alcippeidae (10 loài) \| \| \| \| \| \| Leiothrichidae (133 loài) \| \| \| \| |
|  |                                                                                     |
|  | Alcippeidae (10 loài)                                                               |
|  |                                                                                     |
|  | Leiothrichidae (133 loài)                                                           |
|  |                                                                                     |

|  | Alcippeidae (10 loài)     |
|  |                           |
|  | Leiothrichidae (133 loài) |
|  |                           |

|  | Pellorneidae – Chuối tiêu (68 loài)                                                 |
|  |                                                                                     |
|  | \| \| Alcippeidae (10 loài) \| \| \| \| \| \| Leiothrichidae (133 loài) \| \| \| \| |
|  |                                                                                     |
|  | Alcippeidae (10 loài)                                                               |
|  |                                                                                     |
|  | Leiothrichidae (133 loài)                                                           |
|  |                                                                                     |

|  | Alcippeidae (10 loài)     |
|  |                           |
|  | Leiothrichidae (133 loài) |
|  |                           |

### Danh sách chi và loài
Họ Lâm oanh đã được tái sắp xếp một vài lần kể từ khi phát sinh loài năm 2019 được công bố. Tính đến tháng 8 năm 2024, Hiệp hội Nhà điểu học Quốc tế (IOC) công nhận 32 loài và được chia thành hai chi:
| Hình ảnh | Chi                     | Loài |
| -------- | ----------------------- | --- |
|          | Sylvia Scopoli, 1769    | - Sylvia atricapilla - Sylvia borin - Sylvia dohrni - Sylvia galinieri - Sylvia nigricapillus - Sylvia abyssinica - Sylvia atriceps |
|          | Curruca Bechstein, 1802 | - Curruca nisoria - Curruca layardi - Curruca boehmi - Curruca subcoerulea - Curruca curruca - Curruca lugens - Curruca buryi - Curruca leucomelaena - Curruca hortensis - Curruca crassirostris - Curruca deserti - Curruca nana - Curruca deserticola - Curruca mystacea - Curruca ruppeli - Curruca melanothorax - Curruca melanocephala - Curruca iberiae - Curruca subalpina - Curruca cantillans - Curruca communis - Curruca conspicillata - Curruca sarda - Curruca undata - Curruca balearica |